# Donald Graham Burt
Donald Graham Burt (Independence, ...) è uno scenografo statunitense.

## Biografia
Burt si è diplomato nel 1976 alla High School di Independence (Kansas) High School e ha studiato arte alla University of Arizona.

## Carriera
Ha diretto la scenografia di numerosi film hollywoodiani. Storico, in particolare, il suo sodalizio con David Fincher.
Ha vinto due Oscar per la scenografia: nel 2009 per Il curioso caso di Benjamin Button e nel 2021 per Mank, entrambi diretti da Fincher.

## Filmografia
- Donnie Brasco, regia di Mike Newell (1997)
- The Center of the World, regia di Wayne Wang (2001)
- White Oleander, regia di Peter Kosminsky (2002)
- Zodiac, regia di David Fincher (2007)
- It Might Get Loud, regia di Davis Guggenheim (2008)
- Il curioso caso di Benjamin Button (The Curious Case of Benjamin Button), regia di David Fincher (2008)
- The Social Network, regia di David Fincher (2010)
- Millennium - Uomini che odiano le donne (The Girl with the Dragon Tattoo), regia di David Fincher (2011)
- L'amore bugiardo - Gone Girl (Gone Girl), regia di David Fincher (2014)
- Hostiles - Ostili (Hostiles), regia di Scott Cooper (2017)
- Outlaw King - Il re fuorilegge (Outlaw King), regia di David Mackenzie (2018)
- Mank, regia di David Fincher (2020)
- The Killer, regia di David Fincher (2023)
- Il simpatizzante (The Sympathizer), regia di Park Chan-wook, Fernando Meirelles e Marc Munden – miniserie TV, 7 puntate (2024)